# Livre de prières de Ferdinand et Sancha
Le Livre de prières de Ferdinand et Sancha est un manuscrit enluminé contenant un psautier et un diurnal, écrit et peint vers 1055. Il est actuellement conservé à la bibliothèque de l'université de Saint-Jacques-de-Compostelle.

## Historique
Le colophon indique que le livre a été achevé en 1055. Il est commandé par Sancha de León pour son époux, Ferdinand Ier. Il est écrit par le scribe Pedro et enluminé par Fructuoso. Selon John Williams, le style du manuscrit se rapproche de livres produits dans le monastère de Sahagún.

## Description
Ce livre fut écrit en minuscules carolines. Il y a des traits d'arabisme dans les stylisations décoratives d'animaux et de plantes, mais l'œuvre présente déjà des influences de l'enluminure romane tant par la variété de ses enluminures que par la beauté de l'écriture. Les enluminures se réduisent à des initiales ou à des figures intercalées dans le texte ; sur une feuille, on voit la représentation de l'auteur qui remet le manuscrit au couple royal, et sur une autre, un labyrinthe contenant les noms de Fernando (Ferdinand) et de Sancha. Sans doute l'une des plus belles pages est celle de l'alpha, qui commence le diurnal comme c'était de coutume dans les livres sacrés. Sous la lettre apparaît un personnage qui signale un livre de la main droite et qui représente peut-être le psalmiste.